# 저스틴 허윅
저스틴 허윅(Justin Herwick, 1962년 6월 27일 ~ )은 미국의 배우이다.
세리토스에서 태어났다.

## 개인사
허윅과 여배우 니콜 에거트(Nicole Eggert)는 1998년에 태어난 딸을 두고 있다. 2014년 인터뷰에서 에거트는 인터넷 소문에도 불구하고 결혼한 적이 없다고 언급했다.

## 영화
- 이보다 더 좋을 순 없다 (1997)
- Luster (2002)